# يغنيشت
يغنيشت هي قرية تقع في إقليم أراد في رومانيا. تبعد عن أراد 89 كم.

## السكان
حسب إحصائيات 2002 بلغ عدد سكان القرية 822 نسمة.